# Puerto Azul
Puerto Azul är en ort i Mexiko.   Den ligger i kommunen Zitácuaro och delstaten Michoacán de Ocampo, i den södra delen av landet, 130 km väster om huvudstaden Mexico City. Puerto Azul ligger 1 908 meter över havet och antalet invånare är 632.
Terrängen runt Puerto Azul är kuperad. Runt Puerto Azul är det tätbefolkat, med 319 invånare per kvadratkilometer. Närmaste större samhälle är Heróica Zitácuaro, 6,4 km sydost om Puerto Azul. Omgivningarna runt Puerto Azul är en mosaik av jordbruksmark och naturlig växtlighet.